# Токарева, Ирина Евгеньевна
Ирина Евгеньевна Токарева (род. 17 августа 1974 года, Воронеж, РСФСР, СССР) — российский художник, член-корреспондент Российской академии художеств (2012).

## Биография
Родилась 17 августа 1974 года в Воронеже.
В 1994 году — окончила Воронежское художественное училище, в 2000 году — окончила Воронежскую государственную академию искусств.
С 2005 года — член Союза художников России.
С 2007 года — преподаватель Воронежского художественного училища.
В 2012 году — избрана членом-корреспондентом Российской академии художеств от Отделения живописи.

## Творческая деятельность
Работает в жанрах тематической картины, портрета, пейзажа, натюрморта.
Основные произведения: «Год петуха», холст, масло, 115х120 (2016 г.), «Сказки» холст, масло, 130х100 (2019 г.), «Юность» холст, масло, 130х110 (2019 г.), «Игра» холст, масло, 120х100 (2019 г.), «Утро» холст, масло, 130х110 (2020 г.), «Осень» холст, масло, 55х110 (2020 г.), «Белые розы» холст, масло, 80х60 (2020 г.), «Колокольчик» холст, масло, 60х80 (2014 г.)